# 에르네스츠 굴비스
에르네스츠 굴비스(라트비아어: Ernests Gulbis, 1988년 8월 30일 ~ )는 라트비아의 테니스 선수이다. 2004년에 프로 선수가 되었으며, 현재 프로 테니스 협회(ATP) 타이틀 6개를 보유하고 있다. 2008년 라이너 쉬틀러와 팀을 이뤄 US 남자 클레이코트 선수권 대회에서 첫 ATP 투어 복식 타이틀을 획득했으며, 같은 해 프랑스 오픈에서 8강에 올랐다. 2010년에는 델레이 비치 오픈에서 이보 카를로비치를 꺾고 첫 ATP 투어 싱글 타이틀을 획득했다. 그의 그랜드 슬램 최고 성적은 2014년 프랑스 오픈 준결승 진출이다. 2014년 6월에 세계 랭킹 10위에 올랐으며, ATP 단식 세계 랭킹에서 상위 10위 안에 드는 유일한 라트비아 테니스 선수가 되었다.